# Rica Erickson

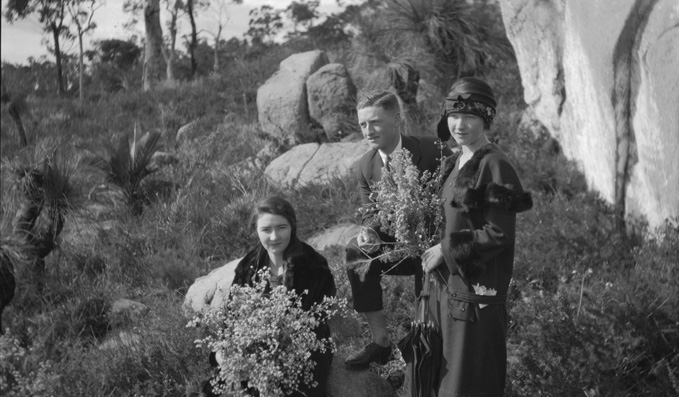
Rica Erickson beim Wildblumensammeln in den Kalamunda Hills, 1924

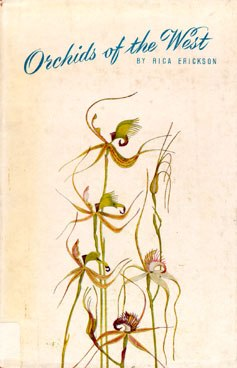
Cover von Ericksons erstem Buch, Orchids of the West, 1951

Frederica Lucy Erickson AM, auch Rica Erickson, geborene Sandilands, (* 10. August 1908 in Boulder, Western Australia; † 8. September 2009 in Mosman Park, Western Australia) war eine australische Naturforscherin, botanische Zeichnerin, Historikerin, Autorin und Lehrerin. Ohne eine formale wissenschaftliche Ausbildung schrieb sie ausführlich über Botanik und Vögel sowie über Genealogie und allgemeine Geschichte. Erickson war Autorin, Mitautorin und Herausgeberin von über zwanzig Büchern und zahlreichen Abhandlungen und Artikeln, die in populären, wissenschaftlichen und enzyklopädischen Publikationen abgedruckt wurden.
Ihr botanisches Autorenkürzel lautet „F.L.Erickson“.

## Leben
Erickson wurde als ältestes von acht Kindern von Phoebe Cooke und Christopher Sandilands, die 1906 aus Victoria nach Westaustralien eingewandert waren und sich in der Goldgräberstadt Coolgardie kennenlernten. Christopher Sandilands war der Sohn eines Farmers und arbeitete in der Great Boulder Mine als Filterpressenarbeiter.
Nachdem der Vater aus dem Ersten Weltkrieg in Frankreich als Invalide zurückkehrte und seine Arbeit in der Mine nicht wieder aufnehmen konnte, kaufte er in Kendenup ein Stück unberührtes Buschland, um als Obstbauer zu arbeiten. 1921 lernte Rica hier die botanische Künstlerin Emily Pelloe kennen. Pelloe wurde ihr vorgestellt, nachdem Jack De Garis, der Verleger von Pelloes Büchern, der Familie Sandilands zu Weihnachten ein Exemplar ihrer gerade erschienenen Wildflowers of Western Australia geschenkt hatte.
Sie kehrte in die Goldfelder zurück, um die Eastern Goldfields High School zu besuchen, und wohnte fünf Jahre lang bei ihrer Großmutter in Boulder. Während sie in Boulder lebte, schloss sie sich den australischen Pfadfinderinnen (Girl Guides Australia) an, wo sie ein Interesse an Vögeln und blühenden Pflanzen entwickelte. Nachdem sie sich für eine Karriere als Lehrerin entschieden hatte, wurde sie 1924 in der Stadt ihrer Familie, Kendenup, als Lehrerin eingesetzt. Nach Kendenup wurde sie nach Mount Barker, Dumbleyung und Gnowangerup versetzt. 1927 ging sie nach Perth und besuchte das Claremont Teachers College, um die einjährige Ausbildung zur „Landlehrerin“ zu absolvieren. Dort lernte sie Dom Serventy kennen und trat dem Western Australian Naturalists’ Club (WANC) bei.
Bis 1931 unterrichtete sie an abgelegenen Ein-Lehrer-Schulen wie Aurora zwischen Cranbrook und Kojonup und später in Youngs Siding in der Nähe von Wilson Inlet sowie in Denmark. Die Landschaft an der Südküste weckte ihr Interesse an Orchideen und fiel mit der Veröffentlichung des zweiten Buches ihrer Freundin Emily Pelloe, West Australian Orchids, zusammen. Die renommierten Orchideologen Edith Coleman und Richard Sanders Rogers wurden in Pelloes Buch ausführlich zitiert, und Erickson stellte den Kontakt her und schickte ihnen Skizzen und Abdrücke von Orchideen, die sie in ihrer Region fand. In Wilson Inlet fand sie zahlreiche Exemplare, die 1881 von Robert D. FitzGerald gemalt wurden, der Australian Orchids veröffentlichte. Zu Weihnachten 1931 machte sie Urlaub in Victoria und traf dort Coleman und Rogers, die sie zu weiteren Studien ermutigten. Da sie wusste, dass sie zu einer Schule in der Nähe von Wilson Inlet zurückkehren würde, unterwies Rogers sie in den Feinheiten der Pflanzenmalerei mit Feder und Tinte statt mit Bleistift, wie sie es zuvor getan hatte.
Nachdem sie mehrere Jahre an der Südküste Westaustraliens unterrichtet hatte, beantragte und erhielt Erickson 1934 eine Versetzung an die Schule in Bolgart nördlich von Toodyay. Hier kam sie regelmäßig an Hawthornden vorbei dem historischen Haus des Pioniersiedlers, Botanikers und Naturforschers James Drummond. Später schrieb sie eine ausführliche Familiengeschichte der Familie Drummond in The Drummonds of Hawthornden sowie Geschichten über die umliegenden Bezirke in The Victoria Plains und Old Toodyay and Newcastle. Ein weiteres Interesse, dem sie in Bolgart nachging, waren Bienen und Wespen, die sie bei dem Imker Tarlton Rayment studierte.
In Bolgart lernte sie den Farmer und späteren Ehemann Sydney „Syd“ Uden Erickson (1908–1987) kennen, den sie im Juni 1936 in Fremantle heiratete. Das Paar kaufte 1938 Land in Bolgart, das sie rodeten und Fairlea nannten. Sie zogen vier Kinder auf: Dorothy (* 1939), John (* 1940), Bethel (* 1942) und Robin (* 1943). Die nächsten Jahre waren weitgehend der Erziehung der Kinder und dem Aufbau der Farm gewidmet. Erickson hielt jedoch ihr Interesse an der Naturgeschichte aufrecht und veröffentlichte 1951 ihr erstes Buch, das selbst illustrierte Orchids of the West. Diesem folgte 1958 Triggerplants.
Der staatliche Botaniker Charles Gardner veranstaltete 1957 eine „Wildblumenreise“ für den Midland Railway Road Service. Im folgenden Jahr wurde Erickson eingeladen, die Tour zu leiten, und nutzte die Gelegenheit für einen bezahlten Urlaub. In den folgenden Jahren leitete sie weitere Touristengruppen auf naturkundlichen Touren im Süden und Norden des Bundesstaates.
1965 reiste das Ehepaar zu einem Urlaub nach Europa, wo Erickson einige Zeit damit verbrachte, im Herbarium der Kew Gardens in London Drummonds Pflanzenexemplare zu studieren, die Mitte des 19. Jahrhunderts aus Westaustralien geschickt worden waren. Nach ihrer Rückkehr zogen sie sich von der Farm zurück und ließen sich im Vorort Nedlands von Perth nieder, wo Erickson mehrere weitere Bücher schrieb. Sie wurde Mitglied der Royal Western Australian Historical Society und beschäftigte sich in dieser Zeit vor allem mit den Anfängen der europäischen Besiedlung und der Sträflingszeit in diesem Bundesstaat. Sie schrieb eine Geschichte der Gesellschaft mit dem Titel Forty Years of the Royal Western Australian Historical Society: 1936–1976, die im Magazin Early Days veröffentlicht wurde. Mit Hilfe einer Gruppe von Freiwilligen stellte sie die ersten drei Bände des Dictionary of Western Australians rechtzeitig zum hundertfünfzigjährigen Bestehen Westaustraliens im Jahr 1979 zusammen.
Im Jahr 1973 wurde Flowers and Plants of Western Australia erstmals veröffentlicht. Dieses Buch über westaustralische Wildblumen, das für die breite Öffentlichkeit bestimmt war, enthielt über 500 Farbfotografien und war das gemeinsame Werk von Erickson als Herausgeberin und Koordinatorin, Alex George und Neville Marchant als Botaniker sowie Michael Morcombe für die Fotografien.
Rica Erickson starb am 8. September 2009 im Mosman Park.

## Auszeichnungen
1964 hatte der Bolgart Branchder Country Women’s Association beim Victoria Plains Shire Council den Schutz von 124 ha Restwald entlang der Old Plains Road, etwa 15 km südwestlich von Calingiri, einem wichtigen Weg durch den Busch, der 1842 von Drummond angelegt worden war, beantragt. Dem Antrag wurde stattgegeben, und 1996 benannte das Department of Conservation and Land Management auf einen weiteren Antrag der Vereinigung das Reservat 27595 in Rica Erickson Nature Reserve um. Die Benennung des Reservats nach einer lebenden Person war ein ungewöhnlicher Schritt für das Namensgebungskomitee des Ministeriums. An der offiziellen Eröffnung am 11. August 1996 nahmen über dreihundert Personen teil.
1980 erhielt sie die Ehrendoktorwürde der University of Western Australia für ihre Forschungen und Arbeiten auf dem Gebiet der Botanik. Im selben Jahr wurde sie in der Kategorie Kunst, Kultur und Unterhaltung zur „Bürgerin des Jahres in Westaustralien“ ernannt und 1987 in Anerkennung ihrer Verdienste um die Kunst, insbesondere als Autorin und Illustratorin, zum Mitglied des Order of Australia ernannt. Ihre botanischen Illustrationen wurden in der Art Gallery of Western Australia und der Alexander Library in Perth ausgestellt. 2001 erhielt sie die Centenary Medal von Westaustralien für Verdienste an den Künsten, insbesondere als Autorin und Illustratorin.
Im Mai 2007 wurde sie für ihren lebenslangen Beitrag zum Kulturerbe in Westaustralien mit dem Preis des Heritage Council of Western Australia ausgezeichnet.
Ronda Jamieson, Direktorin der J. S. Battye Library, einem Teil der State Library of Western Australia (SLWA), sagte: „Rica Erickson has been one of the foremost amateur natural historians in Western Australia in the 20th Century.“ Die SWLA beherbergt die Rica Erickson Collection, eine Sammlung, die Manuskripte ihrer Veröffentlichungen, Hintergrundpapiere zu den genealogischen Wörterbüchern, alle ihre veröffentlichten Werke, Feldjournale und 500 ihrer botanischen Kunstwerke umfasst. Zu ihrem Gedenken wurde eine von der Bibliothek betreute Website eingerichtet.
Im Jahr 2004 benannten Stephen Hopper und Andrew P. Brown ihr zu Ehren die Orchideenuntergattung der „Zuckerorchideen“ (Caladenia saccharata) als Ericksonella.

## Werke (Auswahl)
Autobiographisches
- Rica Erickson: A Naturalist’s Life. University of Western Australia Press, Perth 2005, ISBN 1-920694-27-7.
- mit Lenore Layman: Rica’s stories. The Royal Western Australian Historical Society, Nedlands 2001, ISBN 978-0-909845-05-6.

Botanik
- Orchids of the West. Paterson Brokensha, Perth 1951.
- Plants of Prey in Australia. University of WA Press, Perth 1968.
- mit Alex S. George, Neville G. Merchant und Michael K. Morcombe: Flowers and plants of Western Australia. A.H. & A.W. Reed, Sydney 1973, ISBN 0-589-07123-8.
- Triggerplants. University of WA Press, Perth 1981.

Geschichte
- The Drummonds of Hawthornden. Lamb Paterson, Osborne Park 1969.
- The Victoria Plains. Lamb Paterson, Osborne Park 1971.
- Old Toodyay and Newcastle. Toodyay Shire Council, Toodyay 1974.
- The Dempsters. University of WA Press, Nedlands 1978.
- The Brand on His Coat. University of WA Press, Nedlands 1983.
- The Bride Ships : Experiences of immigrants arriving in Western Australia 1849-1889. Hesperian Press, Carlisle 1992, ISBN 978-0-85905-162-0.
- The Misfortunes of Phoebe. Hesperian Press, Carlisle 1997, ISBN 978-0-85905-238-2.

Buchbeiträge
- Erickson war von 1960 bis 1988 die verantwortliche Redakteurin des biographischen Dictionary of Western Australians.
  - The Dictionary of Western Australians. University of Western Australia Press, Nedlands 1987.
  - Neuauflage: The Bicentennial Dictionary of Western Australians. University of Western Australia Press, Nedlands 1987, ISBN 0-85564-270-X.
- Sentinel Duties Among Cockatoos. In: Alec H. Chisholm und Margaret Coen (Hrsg.): Land of Wonder – The Best Australian Nature Writing. Angus and Robertson, Sydney 1964.
- Sharing a Wonderful Dream: An Exhibition, Alexander Library Building, September 2 to October 8, 1991. Library and Information Service of Western Australia, 1991, ISBN 978-0-9595443-5-0.